# Lay You Down
Lay You Down è un singolo del cantante statunitense Usher, pubblicato nel 2010 ed estratto dall'EP Versus.

## Tracce
- Download digitale

1. Lay You Down – 4:03